# Eric Van Meensel
Eric Van Meensel (Lier, 9 maart 1965) is een Belgisch advocaat en politicus, eerst voor de CD&V en daarna voor de N-VA. Hij was burgemeester van Grobbendonk.

## Levensloop
Van Meensel doorliep zijn secundair onderwijs aan het Xaveriuscollege te Borgerhout. Hij is licentiaat in de rechten, afgestudeerd aan de KU Leuven, en beroepsmatig actief als advocaat met sinds 1989 een eigen advocatenkantoor. Sinds 2007 is Van Meensel ook een lector vennootschapsrecht en sociaal recht aan het CVO DTL Herentals. Van Meensel is gehuwd en vader van zes kinderen.
Van Meensel werd bij de gemeenteraadsverkiezingen van 2012 lijsttrekker voor de N-VA. Zijn partij werd vanuit het niets de grootste partij bij deze verkiezingen. Eric Van Meensel werd verkozen als gemeenteraadslid en trad met zijn partij toe tot de coalitie waarbij hij zelf binnen het college van burgemeester en schepenen de positie opnam als eerste schepen, bevoegd voor financiën, openbare werken, lokale industrie en economie. Van 2013 tot en met 2015 werd Herman Cambré (sp.a) burgemeester, halfweg de legislatuur nam Van Meensel over.
Bij de Vlaamse verkiezingen 2014 was Van Meensel kandidaat Vlaams Parlementslid voor de regio Neteland. Hij stond op de 23e plaats voor de Vlaamse lijst in zijn kieskring. In een interview op de regionale televisie RTV in september 2017 sprak hij zich naar aanleiding het ontstaan van De Burgers, een nieuwe partij in zijn gemeente, uit tegen deze partij, die hij 'communistisch' noemde.
Na de gemeenteraadsverkiezingen van 2018 kwam in Grobbendonk een coalitie tot stand tussen Grobbendonk en Bouwel in Beweging (GiB) en N-VA en werd Van Meensel terug eerste schepen.